# فريتز هاين
فريتز هاين (بالألمانية: Fritz Heine) هو مقاوم ألماني، ولد في 6 ديسمبر 1904 في هانوفر في ألمانيا، وتوفي في 6 مايو 2002 في تسولبيش في ألمانيا.

## وصلات خارجية
- فريتز هاين على موقع مونزينجر (الألمانية)